# Barnens svenska sångbok
Barnens svenska sångbok är en svensk sångbok publicerad första gången 1999. Urvalet och kommentarerna är av Anders Palm och Johan Stenström, litteraturvetare och visforskare vid Lunds universitet. Boken innehåller sånger för barn från framför allt 1800- och 1900-talen. Bland dessa finns äldre barnvisor, psalmer och danslekar, samt modernare pop- och schlagermusik. Sångerna är avsedda att sjungas i hemmet, förskolan och skolan. 211 sångtitlar är fördelade på sex avsnitt. Boken innehåller även kommentarer, litteraturhänvisningar, författar- och tonsättarregister samt titel- och förstaradsregister.

## Innehåll

### Sånger för småfolk
1. Det gåtfulla folket
2. Mors lilla Olle
3. Tula hem och tula vall
4. Vart ska du gå, min lilla flicka?
5. Tummeliten
6. Sockerbagaren
7. Blinka lilla stjärna
8. Lilla Ludde
9. Vem kan segla?
10. Lunka på
11. Tycker du om mig
12. Alfabetsvisan
13. Herr Gurka
14. Krakel Spektakel
15. Dinkeli dunkeli doja
16. Vattenvisan
17. Hej, sa Petronella
18. Önskevisa
19. Markisen av Carabas
20. Annabell Olsson
21. Tom-balalajka
22. Vaggvisa för en liten grön banan
23. Här kommer Pippi Långstrump
24. Mors lilla lathund
25. Du käre lille snickerbo
26. Fattig bonddräng
27. Pilutta-visan
28. Luffarevisan
29. Vargsången
30. Falukorvsvisan
31. Alla ska sova för nu är det natt
32. Rövarnas visa
33. Gubben i lådan
34. Sudda
35. Lillebror
36. Gunga åt öster
37. Jag vill ha blommig falukorv till lunch
38. Galen i glass
39. Det brinner, det brinner
40. Jag vill ha munkar
41. Rimtramsa

### Året runt
1. Årstiderna
2. Månaderna
3. Vintern rasat ut (Längtan till landet)
4. Ägg
5. Vår på Saltkråkan
6. Sommarlov
7. Sommarlov
8. Lilla Idas sommarvisa (Du ska inte tro det blir sommar)
9. Sommarsången
10. Här är den sköna sommar
11. Brevet från Lillan
12. Sjösala vals
13. Överbyvals
14. Barfotavisan
15. Jag tror på sommaren
16. Vaggvisa (Ute blåser sommarvind)
17. Den blomstertid nu kommer
18. I denna ljuva sommartid
19. Gubben Höst
20. Vem tar hand om hösten
21. Nej se det snöar
22. Adventstid
23. Lusse lelle
24. Lucia
25. Sankta Lucia ("Sankta Lucia")
26. Sankta Lucia ("Sankta Lucia, ljusklara hägring")
27. Luciasången ("Luciasången")
28. Nu vaknen och glädjens
29. Staffan stalledräng
30. Staffan var en stalledräng
31. Sankt Staffans visa
32. Goder afton, goder afton (Julafton)
33. Jullov
34. Raska fötter springa tripp, tripp, tripp (Liten julvisa)
35. Julpolska
36. Kring julgranen (Nu så är det jul igen)
37. Tomtarnas julnatt
38. Tre pepparkaksgubbar
39. Mössens julafton
40. Hej tomtegubbar
41. Ett barn är fött
42. Vaggsång
43. När det lider mot jul
44. Stilla natt
45. Bereden väg för Herran
46. Hosianna, Davids son
47. Nu tändas tusen juleljus
48. Var hälsad, sköna morgonstund
49. När juldagsmorgon glimmar
50. Gläns över sjö och strand

### Djur och natur
1. Blåsippor
2. Videvisan
3. Ask
4. Blåklint
5. Ek
6. Humle
7. Rönn
8. Kantareller
9. Plocka svamp
10. Alla fåglar kommit ren
11. Gåsa, gåsa klinga
12. Bä, bä, vita lamm
13. Ekorrn satt i granen
14. Lilla snigel
15. Vem krafsade på dörren?
16. Tänk om jag hade en liten, liten apa
17. Jonte Myra
18. Balladen om den kaxiga myran
19. Ville Valross
20. Jag är en liten undulat
21. Klättermusvisan
22. Pepparkakebagarns visa
23. Visan om Bamsefars födelsedag
24. Teddybjörnen Fredriksson
25. Bamses signaturmelodi
26. Okända djur

### Sång med lek och dans
1. Björnen sover
2. Fem fina fåglar
3. Kaninvisan
4. Vipp-på-rumpan-affärn
5. Huvud, axlar, knän och tår
6. Imse vimse spindeln
7. Rockspindeln
8. En elefant balanserade
9. Klappa händerna
10. Tomten och haren
11. En kulen natt
12. Tigerjakten
13. De tre bockarna Bruse
14. Moster Ingeborg
15. Min gamle kompis Kalle Svensson
16. Wodeli Atcha
17. Sabukuaja
18. Jag skakar på händerna
19. Fader Abraham
20. Hånki tånki
21. När vi gick på stan
22. Små grodorna
23. Tre små gummor
24. Törnrosa
25. Bro bro breja
26. Känner du Lotta, min vän
27. Så gå vi runt om ett enerissnår
28. Vi äro musikanter
29. Viljen I veta och viljen I förstå
30. Flickorna de små
31. Skära, skära havre
32. Vi ska ställa till en roliger dans
33. Morsgrisar
34. Och flickan hon går i dansen
35. Ritsch, ratsch, filibom
36. Räven raskar över isen
37. Sju vackra flickor
38. Karusellen

### Hemma i världen
1. Mitt eget land
2. Broder Jakob
3. Lincolnvisan
4. I en sal på lasarettet
5. Möte i monsunen
6. Oxdragarsång
7. Pepita dansar
8. Änglamark
9. I natt jag drömde
10. Jag hade en gång en båt
11. Brev från kolonien
12. Turistens klagan
13. Hej hå
14. En tokig sång
15. Bibbidi bobbidi boo
16. Apans sång
17. Alla snubbar vill ju va katt
18. O-de-lally
19. Du och jag
20. Du är min bästa kompis
21. Bangzulusång
22. Sträck ut din hand
23. David och Goljat
24. Titta vad jag fann
25. Vi sätter oss i ringen
26. Tryggare kan ingen vara
27. Du gamla, du fria

### Gladsång och poplåt
1. Josefin
2. Spel-Olles gånglåt
3. Sill i dill
4. I Medelhavet
5. Hemma på vår gård
6. Spöket Huckehajen
7. Tidigt varje morgon
8. Mellanmål
9. Klara, färdiga gå
10. Äppelmelodin
11. Vi cyklar runt i världen
12. Yllevisan
13. Macken
14. En rullande pantarmaskin
15. Änglahund
16. Ooa hela natten
17. Trettifyran
18. Jag vill ha en egen måne
19. Sol, vind och vatten
20. Främling
21. Sommaren är kort
22. Pom pom
23. Kung av sand
24. Sommartider
25. Gå och fiska
26. Banankontakt
27. Min Piraya Maja
28. Zvampen
29. Ett rött litet hjärta

### Fotnoter
1. ↑  Palm Anders, Stenström Johan, red (1999). Barnens svenska sångbok. Stockholm: Bonnier. Libris 8345222. ISBN 91-0-057050-8 (inb.)